# Державний кордон. Червоний пісок
«Червоний пісок» — радянський двосерійний телевізійний художній фільм, поставлений на кіностудії «Білорусьфільм» у 1984 році режисером Борисом Степановим. Четвертий фільм телевізійного серіалу «Державний кордон».

## Сюжет

### Перша серія
Фільм починається з документальної вставки про те, що в лютому 1931 року партія звернулася до трудящих підвищити трудовий ентузіазм, в той час як за кордоном продовжували інтригувати проти СРСР, волати до «хрестового походу». В антирадянській боротьбі важлива роль відводилася басмачам, яких вороги Рад забезпечували зброєю і грошима.
Москва:
Гамаюн на прийомі у голови ОДПУ Менжинського, де знайомиться з засновником радянської контррозвідки Артузовим. Засідання Середньоазіатського бюро ЦК. Гамаюну потрібно негайно виїхати в Туркестан, він призначається начальником прикордонного загону. Прийнято постанову про посилення боротьби з басмачами, а у Гамаюна величезний досвід оперативної роботи. Він буде займатися координацією дій загону та органів ДПУ. «Головне показати населенню, що ми нікому не мстимося», — каже Менжинський. Потрібно, щоб дехкани зрозуміли, що радянська влада права, і «переметнулися» назад. Найнебезпечніший загін — Мумін-бека, при ньому — британець Хамбер. У банді також білогвардійці, представники Російського Загальновійськового союзу, який влаштувався в Парижі. Гамаюну даний наказ розсіяти цю останню велику банду басмачів, щоб нарком закордонних справ (Литвинов) на найближчій міжнародній конференції доповів про це.
Туркестан:
Гамаюн з дружиною приїжджають на локацію. Комісар загону Матвєєв каже слова бійцям — червопалочникам. Гамаюна вводять в ситуацію, розповідають, що Кораном басмачі замутняют голови неписьменним селянам.
Басмачі танцюють навколо багаття, у них виникає суперечка про те, чому вони вбивають невірних (російських) — тому що вони заперечують Аллаха. «Шаріат потребує доведення провини!», — наставляє дервіш. Йому заперечують, що так наказав бек. Лукін розмовляє з Курбаном, посилає його до більшовиків (бажаючи переметнутися), а також до Варвари Миколаївни.
Гамаюн прибуває на заставу. З кишлаку прибуває гонець зі звісткою про те, що один червонопалочник, незважаючи на заборону радянських командирів, узяв полонених і повів їх розстрілювати. Гамаюн і Решетников скачуть, щоб зупинити це, тому що червоноармійці не мають права діяти так само, як бандити. Пізніше, в нараді з представником розвідки Гамаюн дає доручення «нашій» людині в банді знайти того, кому б вірили нукери. Через посередника Гамаюну призначає зустріч у вечірній темряві «людина з того боку», яка знає багато цікавого. Той каже йому: «Квапишся… а ти не квапся. Ти поклади килим нетерпіння в скриню очікування». Це Курбан, посланий Лукіним, він говорить про готовність Лукіна переметнутися, також повідомляє про підготовку нападу і наявність серед більшовиків шпигуна.
Візок з радянськими двома бійцями йде на четверту заставу. Їх чекає засідка. Одного вбивають, іншого беруть в полон і пропонують йому з «представником європейської країни» поїхати на Захід і розповісти, чому він утік від комісарів. Він відмовляється, і його відводять. Курбан приносить кільце дружині Лукіна.
Полонений червоноармієць помер від тортур, а дервіш каламутить воду, кажучи, що окупант хоробро помер, і замислюється: чи зможуть вони зробити так само. Курбан через Варвару і дружину Гамаюна призначає йому зустріч в степах. Він домовляється здатися зі своїм загонам. Гамаюн обіцяє йому відкрити кордон у мазарі (гробниці) Хаджі-Юсуфа.
На ранок його загін безуспішно чекає перебіжчиків біля гробниці, але ніхто не приходить. Зате виявляється, що до наших зайшли в тил, а дружина Гамаюна, лікар, виїхала в Бассагу, тому що там є підозра на чуму (таким чином, можна визначити місце дії фільму, очевидно, це колишній Керкинський округ, можливо, місто Керкі, 50 км на південний схід від якого знаходиться Бассага.)
Басмачі лавиною скачуть на Бассагу, наводячи жах, але назустріч їм виходить Галя, розмахуючи чорним прапором, що позначає чуму. «Проклятий Курбан обдурив нас», плюються басмачі і скачуть геть. Тим часом Курбан зі своїми нукерами здається. Гамаюн дізнається від Галі, що чуми насправді немає.

### Друга серія
Туркестан: 
Радянські солдати уздовж кордону по річці скачуть за басмачами. Один з них — Алімхан, переходить на ворожу сторону. Його катують вогнем. Британський розвідник хоче від Лукіна використовувати його дружину на «червоній стороні» для провокації більшовиків, щоб викрити радянського агента серед басмачів, а також дезінформувати червоних. Вона повинна попросити червоних прикордонників передати лист чоловікові — він буде переданий через радянського шпигуна серед басмачів.
«Свиня цей бек. Не в силах надати офіцерам по окремій юрті», — розмовляють білі в басмацькому стані і думають, чи на тій стороні вони воюють. Тим часом починається обробка дружини Лукіна — з нею розмовляє начальник міліції, а Курбан пояснює їй свої плани, піймавши на вулиці. Курбан ранить міліціонера за те, що він погрожував Варварі, в гонитві за ним її ранять випадковою кулею. Потім Курбан повертається до бека, поскаржившись, і каже, що він залишив у більшовицькому гнізді двадцять відданих йому людей.
Галя в лікарні розмовляє з пораненою Варварою. Лукін висловлює свої думки офіцеру Віктору. Дервіш знову накручує басмачів і благословляє одного з них на дезертирство. Дервіш передає лист Лукіну від Варвари — значить, він і є шпигун. Англієць Хамбер бачить це.
Гамаюну і чекістам передана записка арабською мовою, в якій розказано про наміри Лукіна. В цей час Віктор, підісланий Хамбером до Лукіна, також розповідає про його наміри перебіжчика. Це переповнює чашу терпіння бека, і Лукіна, нарешті, прив'язують до стовпа і починають катувати. «Зараз наліплять тобі на голову тісто і виллють масло». Перебіжчик з радянської сторони Алімхан відмовляється бути катом, кажучи, що він воїн ісламу. Лукіну виголюють голову і готуються лити киплячу олію. Шокований Віктор, і без того збентежений своєю зрадою, встигає пристрелити його з револьвера. «Віктор Миколайович вчинив як джентльмен», каже англієць. Віктору дозволяють піти, і він стріляється. Хамбер посилає на радянську сторону Вазіра, одного з нукерів бека.
З Ташкента до радянського командира прибуває «перевіряючий з республіки». Насправді це Вазір, з яким у нього давні зв'язки. Йому доручають підняти прапор, захопити місто. Жителі повинні підписати звернення до Англії і Туреччини з проханням врятувати їх від більшовиків, що послужить сигналом до інтервенції. Варвару, з якою зустрічався Курбан, треба доставити до бека, оскільки той підозрює в Курбанові агента ДПУ і хоче його викрити. Дервіш повідомляє чекістам про візит Вазіра і прийдешній напад на місто. Підозрюваний радянський командир, помітивши за собою стеження, вступає в перестрілку і гине. Гамаюн говорить дервішу передати Алімхану завдання вбити бека.
Варвара зникла з лікарняної палати — вона переходить кордон з провідником, сподіваючись зустрітися з Лукіним. У таборі басмачів її беруть під варту. Хамбера цікавлять пересування викритого дервіша. Курбан розуміє, що йому збираються влаштувати очну ставку. Басмачі дізнаються про спосіб, яким дервіш передає донесення, і встановлюють стеження за місцем передачі. Дервіша катують.
Варвара зізнається басмачу, який її допитує, що написала лист чоловікові на прохання радянських начальників. Курбан з сусідом по камері Алімханом, після довірчих бесід, починають бійку, заманюючи в камеру охоронців і там їх убивають. Варвара, зрозумівши, що її обдурили і Лукін помер, вішається. Курбан і Алімхан вриваються до Вазіра і вимагають документи. На світанку Алімхан виносить до басмачів тіло закатованого дервіша і провокує їх повстання. «Святого дервіша вбили бек і Вазір!», кричить він, також закликаючи повернутися до мирного життя і скласти зброю. Починається сутичка. І дійсно, черговий загін басмачів в результаті здається на радянському кордоні.
Фільм закінчується документальною вставкою.

## У ролях
- Августин Милованов —  В'ячеслав Рудольфович Менжинський
- Гірт Яковлєв —  Артур Християнович Артузов
- Олександр Денисов —  Іван Трохимович Гамаюн
- Ірина Шевчук —  Галя (Галина Петрівна), дружина Гамаюна, лікар
- Бохадур Міралібеков —  Курбан, благородний розбійник
- Надія Бутирцева —  Варя (Варвара Філімонова), дружина Лукіна
- Максуд Мансуров —  Алімхан, перебіжчик
- Ісфандієр Гулямов —  дервіш
- Гедимінас Карка —  Майор Хамбер, англійський розвідник
- Хашим Гадоєв —  Мумін-бек, голова басмачів
- Артик Джаллиєв —  Вазір, басмач
- Володимир Шелестов —  Матвєєв
- Ульмас Аліходжаєв —  Сулейманов
- Ростислав Янковський —  Лукін, російський офіцер в загоні басмачів
- Олег Чайка —  Віктор, білогвардійський офіцер
- Гурмінч Завкібеков —  голова місцевої Ради
- Берди Мінгбаєв —  Байрамов
- Галіб Ісламов — епізод
- Джавлон Хамраєв — епізод
- Володимир Грицевський — епізод
- Анатолій Терпицький — епізод
- Віталій Котовицький —  страчений червоноармієць

## Знімальна група
- Автори сценарію — Олексій Нагорний, Гелій Рябов
- Режисер-постановник — Борис Степанов
- Оператор-постановник — Ігор Ремішевський
- Художник-постановник — В'ячеслав Кубарєв
- Композитори — Едуард Хагогортян, Мікаел Тарівердієв
- Режисер — Володимир Поночевний
- Звукооператор — Володимир Устименко
- Художник по костюмах — Олена Кавецька
- Художник-гример — Лев Ємельянов
- Монтажер — Вета Коляденко
- Художник-декоратор — Іван Романовський
- Оркестр Держкіно СРСР
  - Диригент — Сергій Скрипка
- Фільм знятий на плівці Шосткинського в/о «Свема».